# Weberei Curt Bauer

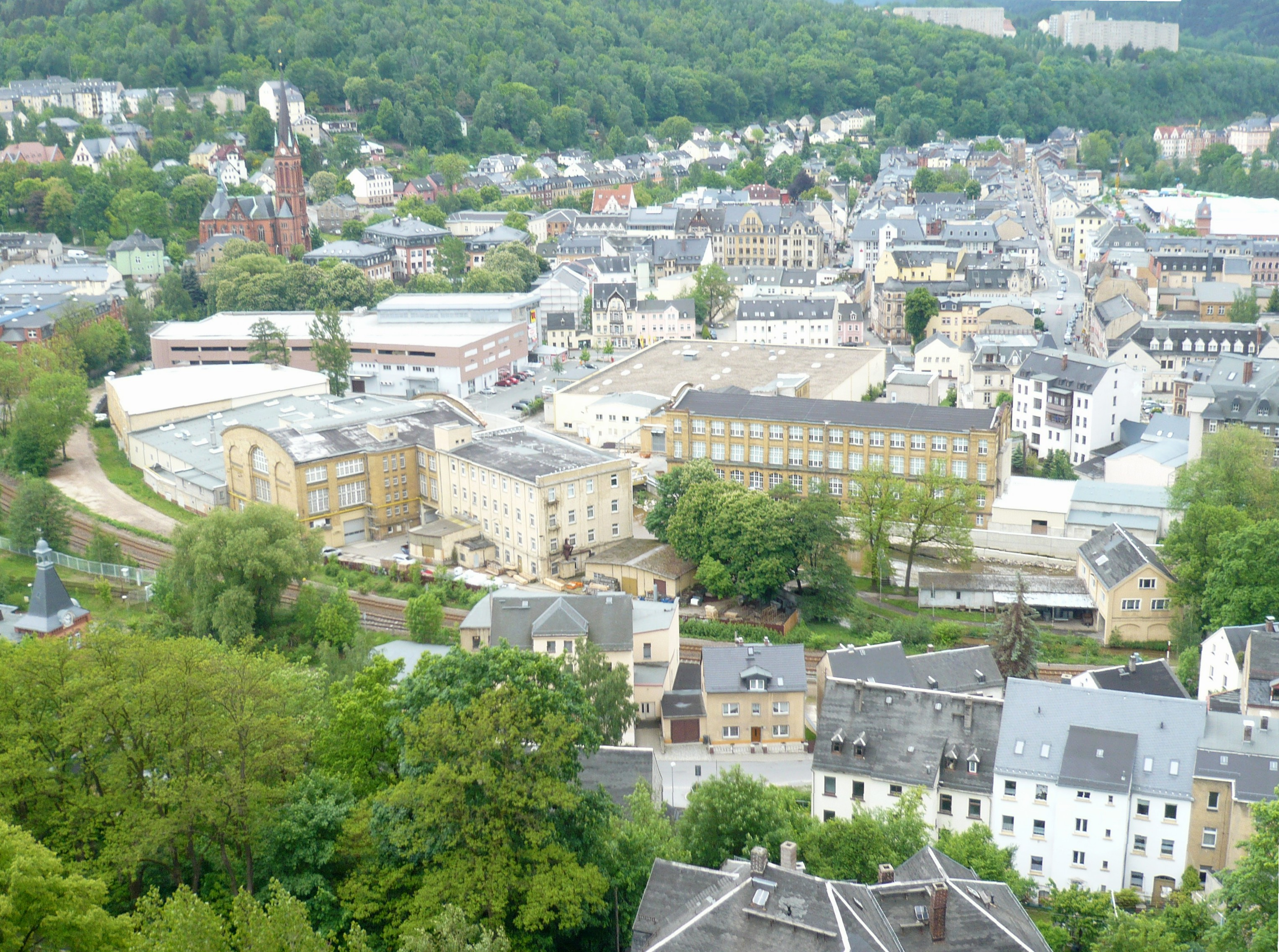
Firmengelände der Weberei von der Friedenskirche aus gesehen; Mai 2009

Die Curt Bauer GmbH ist ein überregional bekannter Textilhersteller und besteht seit 1867 in Aue unter verschiedenen Namen. Das überwiegend familiengeführte Unternehmen gehört zu den erfolgreichsten Betrieben in der westsächsischen Stadt. Im April 2024 stellte das Unternehmen Antrag auf Eröffnung eines Insolvenzverfahrens. Da dieses ergab, dass eine eigenständige Fortführung des Unternehmens nicht möglich ist, soll der Geschäftsbetrieb Ende Juli 2025 eingestellt werden.

## Lage
Die Curt Bauer GmbH belegt eine Fläche von circa 20.000 Quadratmetern in der Auer Innenstadt. Das Betriebsgelände wird begrenzt von der Bahnhofstraße im Westen, dem mäandernden Schwarzwasser im Norden und Osten und der Rudolf-Breitscheid-Straße im Süden. Der Haupteingang befindet sich in der Bahnhofstraße.

## Geschichte

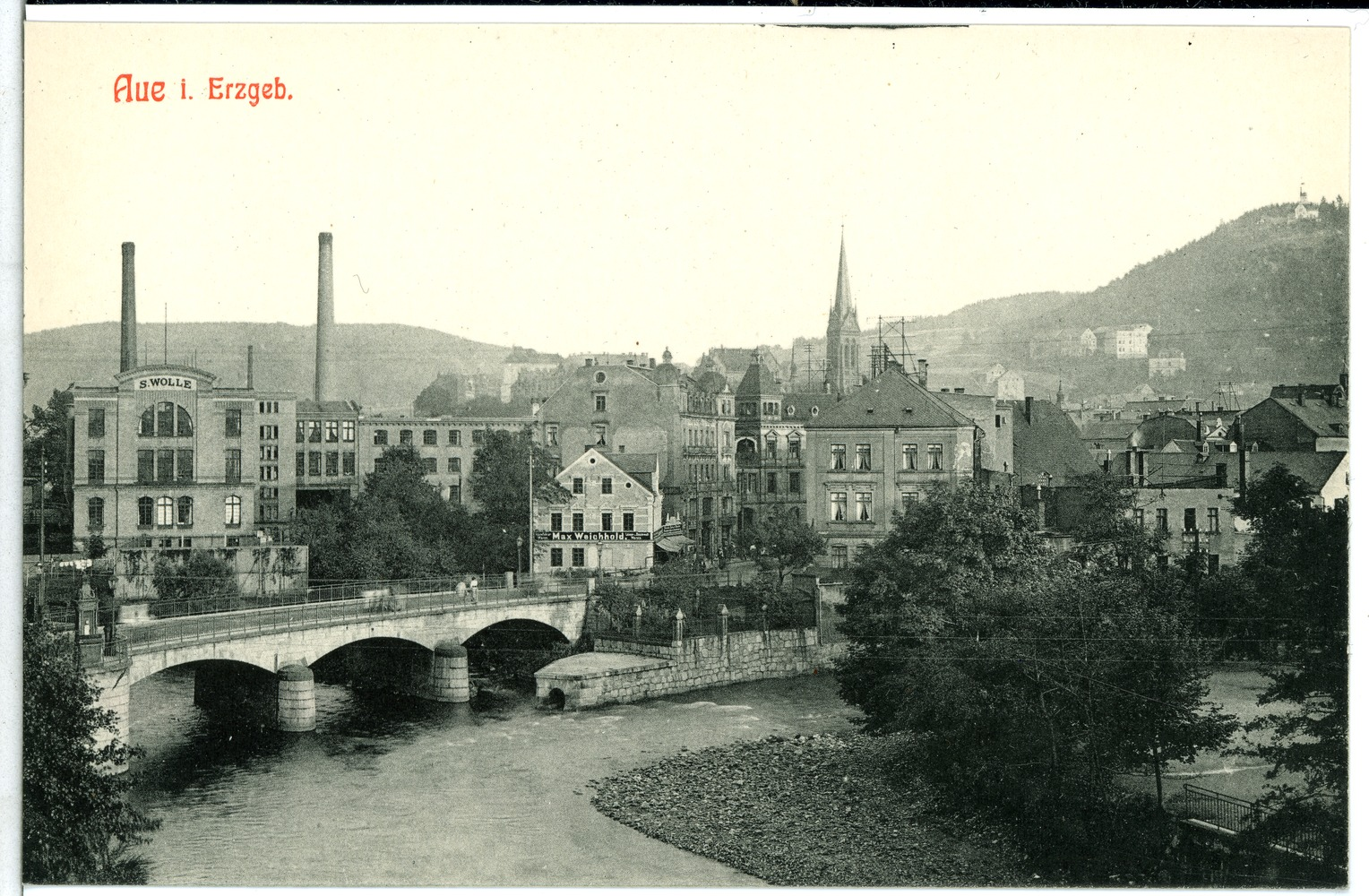
Weberei (1909)

### 1867 bis Ende des Zweiten Weltkriegs
Der Berliner Textilunternehmer Samuel Wolle kaufte 1882 den Webereibetrieb des Fabrikanten Geißler, der 1867 in Aue gegründet worden war. Wolle übertrug dem ortsansässigen Weber und Kaufmann Alwin Bauer (1856–1928) die Leitung des Betriebes. Der Berliner Unternehmer ließ in seinem neuen Betrieb Baumwolle zu Tischwäsche, Bettwäsche, Konfektionsstoffen, Gardinen und Frotteeerzeugnissen verarbeiten, die er gewinnbringend exportieren konnte.
Alwin Bauer vergrößerte die Produktion durch Anschaffung neuer Webstühle und Einstellung weiterer Mitarbeiter. Er führte das Unternehmen bis 1915 erfolgreich. Als Samuel Wolle auch in Eibau eine Weberei erworben hatte, siedelte Bauer um und führte den dortigen Betrieb.
Nun wurde Alwin Bauers Sohn Curt Alwin Bauer (* 27. März 1880; † 30. August 1944) Mitinhaber des Auer Werkes und ab 1915 alleiniger Firmenchef. 1920 erhielt die Weberei den Status einer Kommanditgesellschaft und zu Ehren seines 1906 verstorbenen Gründers den Namen „S. Wolle GmbH“. Curt Bauer ließ neue Produktions- und Sozialgebäude errichten, er führte die Betriebskrankenkasse ein und eine betriebliche Altersversorgung. Aus dem Betrieb wurde nun endgültig ein erfolgreiches Textilunternehmen mit einem guten Ruf in Deutschland und im Ausland. 1926 wechselte die Gesellschaftsform des Betriebes zu einer GmbH.

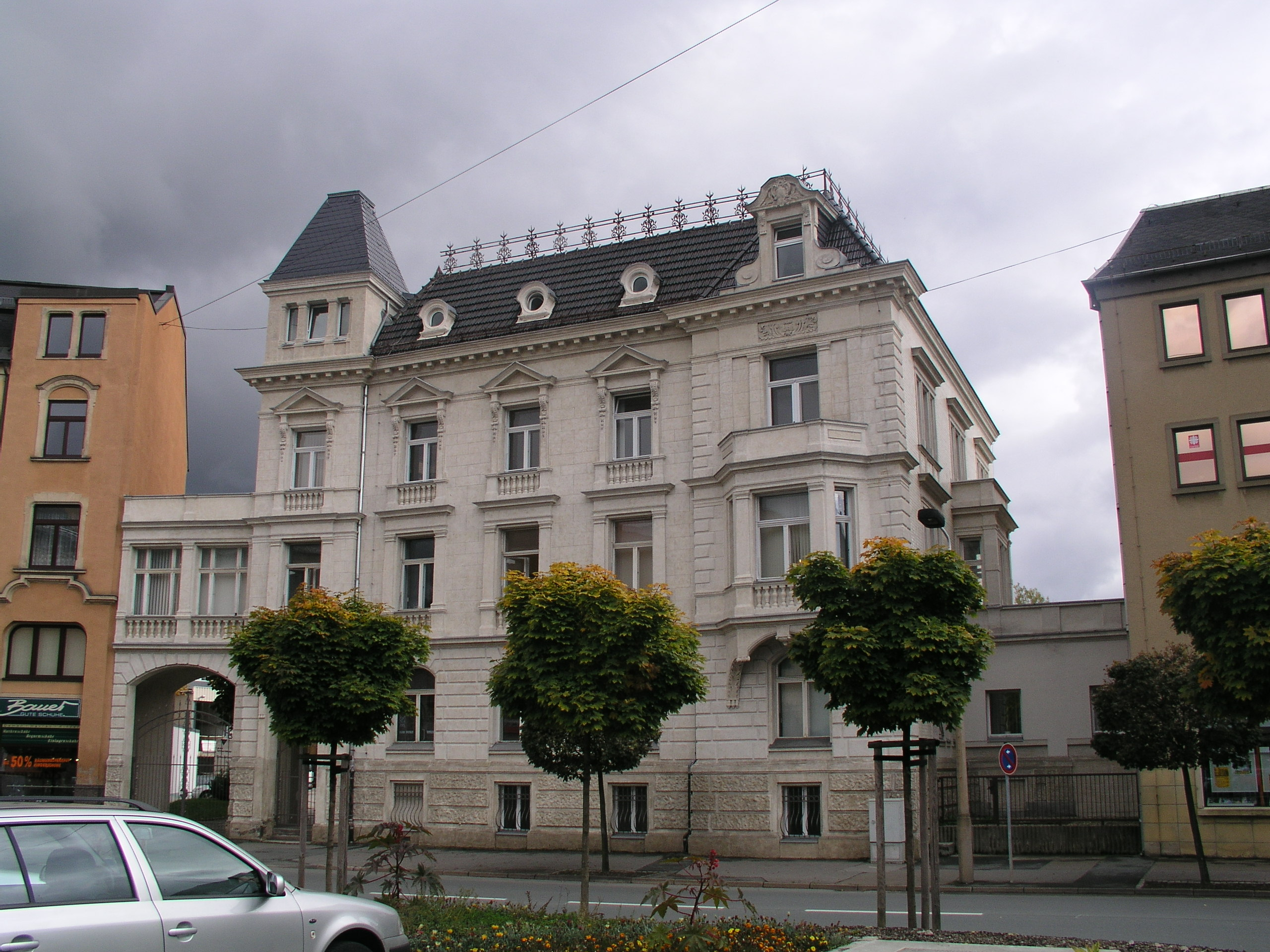
Wohnhaus der Familie Bauer in der Bahnhofstraße mit Einfahrt zum Werksgelände (links)

Curt Bauer bezog eine Villa unmittelbar neben dem Werksgelände. Von hier aus führte er bis zur Machtübernahme durch die Nationalsozialisten die Wäschefabrikation. Da der Namensgeber der Fabrik, Wolle, Jude war, erzwangen die neuen Machthaber in den 1930er Jahren die Umbenennung der Firma in „Weberei Curt Bauer“. Das Unternehmen musste ab 1939 große Teile der Produktionsgebäude freimachen, in denen dann durch Fremdfirmen Rüstungsgüter hergestellt wurden. Die Webarbeiten kamen wegen des Abbaus hunderter Webstühle fast vollständig zum Erliegen. Curt Bauer erfuhr als Firmenchef von den unmenschlichen Arbeitsbedingungen in der Auer Rüstungsindustrie und protestierte in der Stadtverwaltung dagegen. Der Protest kehrte sich gegen ihn, Bauer wurde verhaftet und wegen Wehrkraftzersetzung angeklagt. Um den zu erwartenden Repressalien zu entgehen, wählte er am 30. August 1944 den Freitod. Die Witwe Margarethe Bauer blieb alleinige Gesellschafterin, die Söhne Alexander Bauer und Wolfgang Bauer (* 10. Oktober 1908; † 16. Januar 1993) führten den Betrieb bis zum Ende des Zweiten Weltkriegs weiter. 1945 waren von den ehemals 640 vorhandenen Webstühlen nur noch 45 einsatzfähig. Die Zahl der Facharbeitskräfte hatte sich von 700 auf 125 reduziert.

### Mai 1945 bis zur deutschen Wiedervereinigung 1990
Mit dem Volksentscheid in Sachsen am 30. Juni 1946 blieb die Weberei zunächst im Privatbesitz der Familie Bauer, womit die sowjetische Besatzungsmacht das persönliche Engagement von Curt Bauer anerkannte. Die Söhne bauten die Produktion von Webereierzeugnissen wieder auf, sollten aber mit hohen Steuerforderungen zur Abgabe des Betriebes gezwungen werden. Wolfgang Bauer übersiedelte deshalb in den Westen Deutschlands, Alexander leitete die Weberei nun allein. 1953 führte eine angebliche hohe Steuerschuld zur Verhaftung von Margarethe und Alexander Bauer, die zu Zuchthausstrafen verurteilt wurden. Der Volkszorn, der sich in der gesamten DDR um den 17. Juni 1953 verbreitete, führte hier nun zur Freilassung der Bauers. Alexander konnte die Leitung seines Betriebes wieder übernehmen und erfolgreich weiterproduzieren. Die Betriebsgewinne investierte er in eine neue Betriebsküche, in die Anschaffung eines Ferienobjektes, in den Bau eines Betriebskindergartens und die Einrichtung einer Sanitätsstelle. 1957 musste Bauer eine staatliche Beteiligung akzeptieren, 1972 wurde der Betrieb vollends verstaatlicht. Er wurde in VEB Damastweberei Aue umbenannt, seine Produkte waren auf dem Markt auch international weiterhin begehrt. In die Modernisierung der Anlagen wurde nun jedoch kaum investiert. Am Ende der DDR-Ära stand weitestgehend verschlissene und veraltete Technik in den Werkhallen. Die 700 qualifizierten Mitarbeiter standen vor dem Aus. Alexander Bauer, der in der VEB-Zeit weiterhin als Direktor tätig war, stellte nach der Wende 1990 den Antrag auf Reprivatisierung. Er übergab im gleichen Jahr die Leitung der Weberei aus Altersgründen an seine Söhne Gert Bauer (* 1962) und Michael Bauer (* 1954). Die Reprivatisierung wurde 1992 rückwirkend bestätigt, die Weberei wurde in Curt Bauer GmbH umbenannt. Die neuen Firmeninhaber, Michael und Gert teilen sich die Verantwortung. Michael ist für Marketing und Vertrieb, Gert für Produktion und Technik verantwortlich. Die Technik wurde modernisiert, die Werkhallen umgebaut und neue errichtet, das Vertriebssystem und die Sortimente auf den neuesten Stand gebracht. Im Spätsommer des Jahres 2002 mussten zusätzliche Ausgaben für die Beseitigung der Hochwasserschäden aufgewendet werden. Das Wasser stand innerhalb weniger Stunden in den Hallen bis zu 70 cm hoch und beschädigte Gebäude, vernichtete Maschinen und Fertigwaren. Der Gesamtschaden betrug rund neun Millionen Euro. Durch die sofortige Hilfe der Stadtverwaltung, der Landes- und Bundesregierung sowie unzähliger freiwilliger Helfer konnte innerhalb weniger Wochen die Produktion wieder beginnen. In den Jahren 2003 bis 2005 wurden noch einmal große Investitionsvorhaben verwirklicht, die auch zur Verbesserung des Umweltschutzes beitrugen. Die zuletzt genannten Maßnahmen, im Umfang von rund sieben Millionen Euro, schufen die Grundlage für eine erfolgreiche Weiterführung der Produktion und eine langfristige Arbeitsplatzsicherung in Aue.

### Entwicklung des Unternehmens
| Jahr       | Anz. Mitarbeiter | Webereiproduktion in Mio. Quadratmetern | Umsatz in Mio. Mark |
| ---------- | ---------------- | --------------------------------------- | ------------------- |
| 1906       | 0758             |                                         |                     |
| 1939       | 0700             |                                         |                     |
| April 1945 | 0125             |                                         |                     |
| Ende 1945  | 0306             | 0,5                                     | 01,1                |
| 1946       | 0380             | 0,9                                     | 02,5                |
| 1947       | 0453             | 1,1                                     | 01,9                |
| 1948       | 0524             | 1,3                                     | 02,2                |
| 1949       | 0449             | 1,4                                     | 03,2                |
| 1950       | 0502             | 1,6                                     | 03,6                |
| 1951       | 0601             | 2,7                                     | 05,0                |
| 1952       | 0630             | 3,4                                     | 07,0                |
| 1953       | 0881             | 3,5                                     | 08,3                |
| 1954       | 0993             | 4,6                                     | 09,5                |
| 1955       | 1095             | 5,2                                     | 13,9                |
| 1990       | 0700             |                                         |                     |
| 2024       | 0100             |                                         |                     |

## Weberei Bauer seit 1990

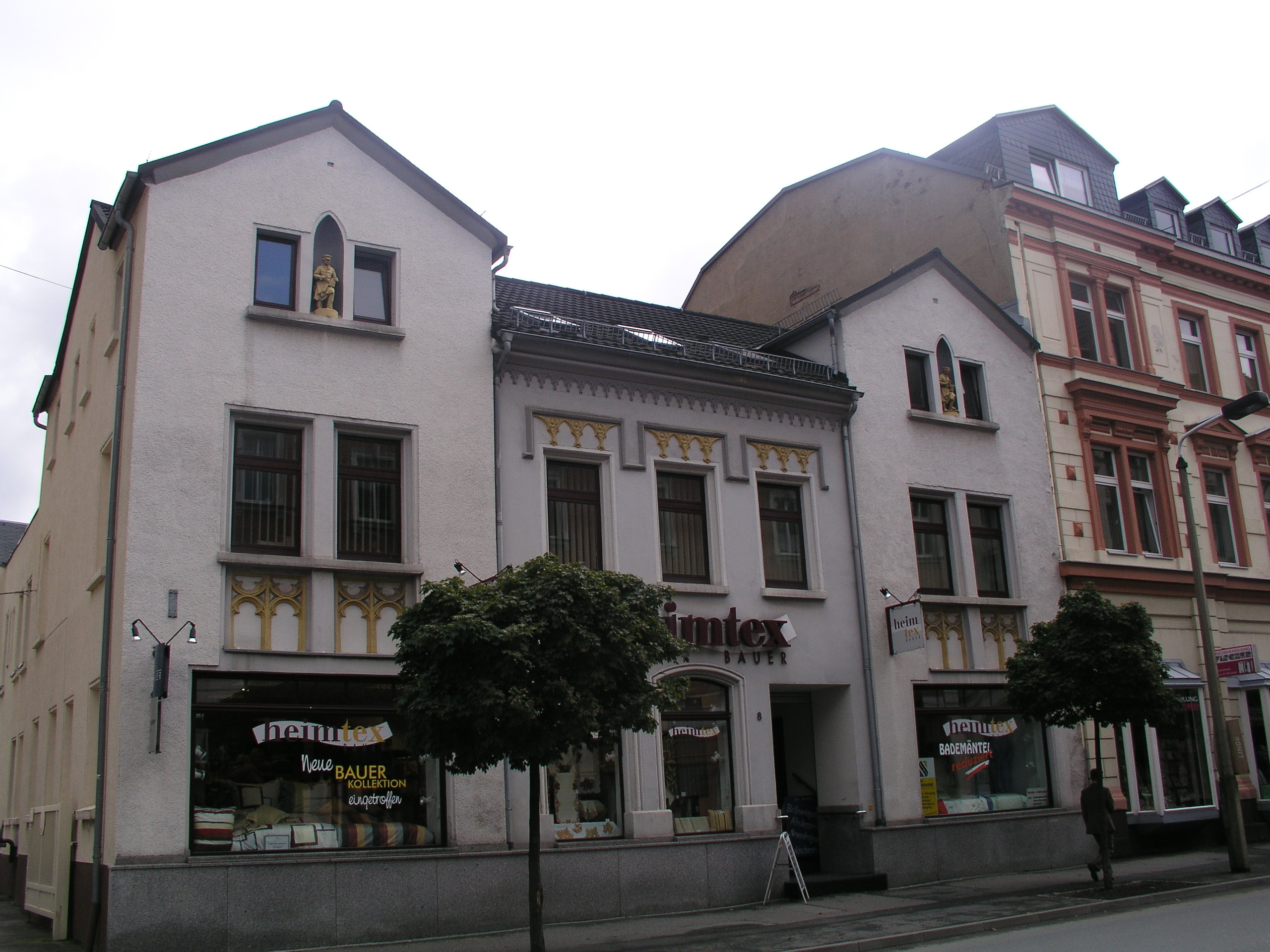
Fabrikverkaufsstelle für Heimtextilien der Weberei Bauer

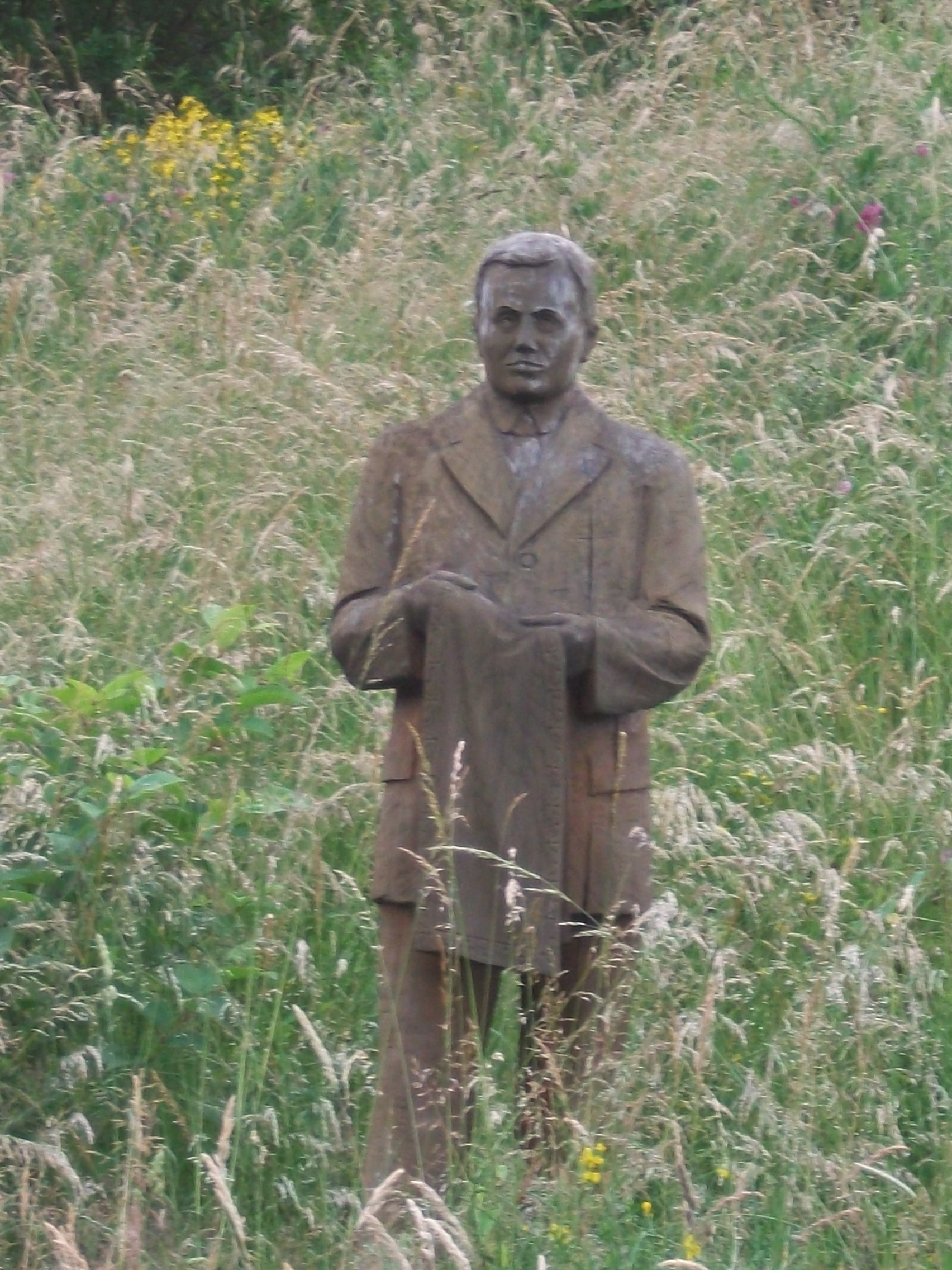
Curt Bauer
(Skulptur in Aue)

Zu den Betriebsteilen gehören verschiedene vorbereitende Bereiche wie Schlichterei, Weberei, Musterzeichnerei, Färberei, Mercerisieranstalt, die Veredlung sowie Rohwaren- und Garnlager.
Insgesamt verfügte die Firma im Jahr 2007 über 120 Mitarbeiter. Das Haupterzeugnissortiment umfasst Tischwäsche und Bettwäsche, hinzu kommen Objekttextilien für Hotelwesen und Gastronomie, Kirchentextilien, Airlinertextilien, Jacquardgewebe, Damast für Bekleidung und Technische Textilien vor allem für die Automobilindustrie. Zwei Drittel der Produktion gehen in den Export, unter anderem in die USA, in westafrikanische Länder, nach Russland oder China. In sechs Ländern unterhält die Curt Bauer GmbH eigene Vertretungen. Die Produktion erfolgt schadstoffarm, die Erzeugnisse tragen seit einigen Jahren das Gütesiegel Öko-Tex-Standard 100. Für die gute Qualität der Wäscheerzeugnisse spricht die Auszeichnung mit dem sächsischen Design-Preis sowie die internationale Auszeichnung mit dem New Product Award in den USA 2003 und 2004.
Die Betriebsleitung engagiert sich in der Stadt auch im Kultur- und Sportbereich. Hier sind das Sponsoring bei der Sanierung der Klösterlein-Zelle-Kirche und der Friedenskirche ebenso zu nennen wie der Erzgebirgische Handballverein, der in der zweiten Bundesliga aktiv ist. In der vogtländischen Stadt Pausa wurde 2002 das Tochterunternehmen Bauer Pausa GmbH gegründet, in welchem Bettwäsche konfektioniert wird.
Alexander Bauer wurde in die Liste der Ehrenbürger der Stadt aufgenommen, womit sein jahrzehntelanges Engagement zum Erhalt der Weberei und damit für die Stadt öffentlich anerkannt ist. Er starb im Jahr 2011.
Im Jahr 2009 erhielt das 1998 im Wettbewerb Großer Preis des Mittelstandes ausgezeichnete Unternehmen die Ehrenplakette der Oskar-Patzelt-Stiftung. In der Laudatio heißt es: „Diese Firma schrieb über 125 Jahre Textilgeschichte. Sie überlebte Weltkriege, Weltwirtschaftskrisen, 40 Jahre Sozialismus und Enteignung und den Niedergang der europäischen Textilindustrie. Heute ist sie auf dem westafrikanischen Markt mit glänzenden Damasten ebenso vertreten wie sie treffsicher internationale Airlines, Hoteliers und Gastronomen beliefert. Die Bett- und Tischwäsche sind Textilien von Welt. Und wir wissen, sie haben noch einiges in der Schublade.“
Die Auswirkungen der Corona-Pandemie auf den Export der Textilien nach Afrika bereitet der Unternehmensleitung große Sorge, da ein Umsatzverlust auftrat, der erst langsam wieder aufgeholt werden könnte.
Im April 2024 stellte das Unternehmen Antrag auf Eröffnung eines Insolvenzverfahrens, weil die Umsätze weiter sanken und alle Kosten stark gestiegen sind. Das Verfahren ergab, dass wegen anhaltender Verluste eine eigenständige Fortführung des Unternehmens nicht möglich ist. Auch hatte keines der im Insolvenzverfahren eingegangenen Investoren-Angebote den Fortbestand zum Inhalt und war für die Insolvenzmasse und die Gläubiger wirtschaftlich. Daher soll der Geschäftsbetrieb Ende Juli 2025 eingestellt werden und die zuletzt noch rund 90 Mitarbeiter werden ihre Arbeitsplätze verlieren. Der Fabrikshop bleibt erhalten.